# Mentju
Mentju (auch Mentiu) bezeichnete in der ägyptischen Sprache eines der Neunbogenvölker. In den unter anderem aus Tanis und Tebtynis stammenden Listen der Neunbogenvölker werden der benachbarten Region „Mentju-nu-Setjet“ in einer Zusatzerklärung die Synonyme „das Land der Syrer“ und „Syrer“ zugeordnet. 
Die Region „Mentju“ bezog sich auf die Wüstengebiete im nordöstlichen Ägypten, die vor dem Übergang auf die Sinai-Halbinsel lagen.